# Hesperocharis crocea jaliscana
Hesperocharis crocea subsp. jaliscana es una mariposa perteneciente a la familia Pieridae; es conocida como mariposa garabato.

## Descripción
Margen costal es convexo, ápice casi picudo y borde externo casi recto al igual que el margen anal o interno. Las alas dorsalmente son de color blanco brilloso, la región apical es de color oscuro, y con tres franjas triangulares en el borde externo en las venas R5, M1 y M3.  Las alas posteriores son de color blanco brillante (Aunque frecuentemente también puede haber con las alas amarillas con tono claro) y en el área de la célula discal presenta varios pelos blancos, que parten desde el área basal. LA cabeza es de color negro en el dorso con algunos pelos blancos, el tórax es negro, al igual que el abdomen en su vista dorsal con algunos pelos blancos. Las antenas son de color negro. Ventralmente las alas anteriores son de color blanco en el área apical con escamas de color amarillo sobre toda el área que cubren las venas Sc, R1, R2, R3+4, R5, M1, M2, y M3. Las alas posteriores son de color amarillo en su vista ventral con un grupo de manchas de color café cercanas al margen costal. Los palpos está formado con pelos blancos; el tórax está cubierto con pelos amarillos y el abdomen con pelos blancos cortos. Las hebras son diferentes, ya que el fondo del color de las alas está ausente el blanco y esta reemplazado por el color amarillo. En algunos casos en las alas posteriores hacia el área del margen externo presentan escamas anaranjadas.

## Distribución
Oeste de México, se ha reportado en los estados de Nayarit a Guerrero.

## Ambiente
Se le ha reportado desde el nivel del mar en por ejemplo en Puerto Vallarta, hasta alturas alrededor de los 1500 m s. n. m. por ejemplo en Ocotlán Jalisco, donde la predominancia del tipo de árboles son encinos, pinos, eucaliptos, mezquites, nopal, huizache, guamúchil, sauz y sabino. En Costa Rica menciona que la especie suele vivir en hábitats perturbados entre los 700-1200 m s. n. m., y la planta hospedera que menciona es Struthanthus (Loranthaceae) y Phoradendron piperoides (Kunth) Trel. (Viscaceae) en el Salvador.

## Estado de conservación
No está enlistada en la NOM-059, ni tampoco evaluada por la UICN. 